# Shiv Shankaran Nair
Shiv Shanker Nair es un empresario y asesor político británico de origen asiático. Nació en agosto de 1961 en el seno de una familia Nair del Estado indio de Kerala. En la actualidad reside en Malta, donde su empresa tiene su sede.
Actualmente es propietario y director ejecutivo de British Borneo Holdings, aunque su figura es más conocida como facilitador de grandes contratos de infraestructura para los contratistas chinos en África y América Latina. En este sentido, lideró en el año 2011 la propuesta para unir las costas este y oeste de Colombia con un contrato de 6000 millones de dólares para la industria ferroviaria.
Asimismo, Nair también fue nombrado como mediador entre el expresidente de Puntlandia, Jama Ali Jama y el Dr. Mohammed Omaar (ex primer ministro adjunto de Somalia bajo el Gobierno Federal de Transición), que llevó a Puntlandia, Somalia y Catar a dar su apoyo a la candidatura del Dr. Omaar para convertirse en primer ministro de Somalia. Nair también actuó como mediador en 2015 para la Reunión de Jefes de Gobierno (CHOGM) de la Commonwealth, al conseguir que Malta acogiera dicho evento frente a la oposición de Botsuana y la eliminación de Mauricio.

## Primeros años
Nair nació en agosto de 1961 en el seno de una familia Nair del Estado de Kerala, India. Terminó sus primeros estudios en el colegio Don Bosco y tras ello obtuvo su título de Postgrado en Ciencias Empresariales, con especialidad en riesgos políticos, por la Escuela de Negocios de Strathclyde en Glasgow.

## Carrera

### Inicios de su carrera (1990 - 2003)
Nair comenzó su carrera como negociador de deuda soberana en el Equatorial Bank plc. de Londres. En 1990 fue nombrado Jefe de Contratación para Inglaterra por el Gobierno de Nigeria a través de su brazo en Londres, conocido como ADPLA.
Tras el colapso de la Unión Soviética, Nair se convirtió en el primer asesor extranjero para el Gabinete de Ministros de Turkmenistán, país que en aquel momento estaba considerado como una de las ex repúblicas soviéticas menos avanzadas.
Con posterioridad a dicho cargo, trabajó en diferentes funciones de asesoramiento a numerosos gobiernos de países de Asia Central y relacionados con la ex Unión Soviética, entre ellos Tayikistán, Uzbekistán, Kirguistán, Georgia y Azerbaiyán. En esta época, Nair estableció estrechas relaciones con los nuevos líderes de estos países que surgieron tras la desintegración de la Unión Soviética. Durante esta etapa Nair aprendió de manera fluida la lengua rusa.

### Asesor en Energía (2004-presente)
La carrera de Nair desde 2004 ha estado muy vinculada a la expansión de China en África y América Latina. En este sentido, se le ha relacionado con algunos de los mayores proyectos de infraestructura financiados por China en África, llegando a ser bautizado como el "Arma secreta de China en África" por la revista The Economist.
En 2008, The Malta Independent publicó un artículo que decía que Nair había actuado como mediador en la venta de la participación del Consorcio de Oleoductos omaní del Caspio a la rusa Transneft por 710 millones de dólares. Como consultor político, más tarde se supo que a Nair le unía una estrecha amistad con el presidente de Kalmykia y a la vez Presidente de la FIDE, Kirsan Ilyumzhinov, conocido como una figura clave en el Kremlin y un protegido del Presidente Putin. Nair nunca comentó asunto alguno de manera pública sobre esta relación.
En 2011, Nair se reunió con el presidente colombiano Juan Manuel Santos, con el objetivo de negociar distintos mandatos de los presidentes de Ferrocarriles de China y China Harbour. En la reunión se planteó una oferta de China para financiar una línea de ferrocarril de 6000 millones de dólares que tenía por objetivo conectar las costas del Atlántico y el Pacífico de Colombia. Más tarde se informó que la oferta fue rechazada por presiones de Estados Unidos.
En el mismo año, Nair asesoró a Poly Energy, subsidiaria del holding chino Poly Group Corporation, en una oferta pública de adquisición en Kurdistán sobre la empresa Genel Energy. La oferta de Poly Energy ( 2 millones de dólares), fue superada por la presentada por Vallares, una empresa propiedad de Nat Rothschild y del exconsejero delegado de BP, Lord Brown.
Más recientemente Nair fue nombrado por el chino Diario del Pueblo como mediador secreto en una disputa entre el Gobierno de Níger y la CNPC de China, relacionada con el bloque Agadem.
En 2013, Nair fue nombrado oficialmente asesor del Gobierno de Malta para la IED. Según distintos medios de comunicación, Nair desempeñó un importante papel detrás de la escena que llevó a Malta a ser anfitriona de la reunión de jefes de Gobierno (CHOGM) de la Commonwealth por segunda vez en una década. El primer ministro de Mauricio, Navin Ramgoolam, que iba a acoger CHOGM 2015 se retiró de la carrera debido a los desacuerdos dentro de la coalición de gobierno de Mauricio en el momento. Nair fue advertido por fuentes cercanas al primer ministro de Mauricio y alertó a los malteses PM, que tras distintas gestiones aseguraron el evento del CHOGM 2015 para Malta. Se dijo asimismo que Nair influyó en el voto favorable a Malta de Sudáfrica, que inicialmente iba a haber aportado su apoyo a la candidatura de Botsuana. Este cambio de apoyos hizo desistir a Botsuana, otorgándose la candidatura a Malta de manera unánime.

## Controversias
En 1997, Nair fue director no ejecutivo de una compañía británica que tenía una inhabilitación administrativa del Banco Mundial para la gestión de un núcleo de proyectos financiados por el Banco. A raíz de esta implicación, se restringió la participación de Nair en los contratos del Banco Mundial como director de dicha compañía. Nair negó rotundamente las acusaciones que se vertieron contra su persona y trató de llevar al Banco Mundial a los tribunales. Sin embargo, el Banco se negó a asistir a cualquier audiencia judicial citando Inmunidad diplomática. En 2000 la Comisión de Servicios Financieros de la Isla de Man obtuvo una orden judicial que congelaba los activos de la compañía al haber sido sancionada por el Banco Mundial. Posteriormente, la orden de congelación fue revocada por la Corte Superior de la Isla tras la negativa del Banco Mundial a presentar cualquier documentación que justificara su exclusión de la sociedad. Nair afirmó que esto era una reivindicación clara de su posición puesto que los alegatos en su contra eran infundados.
En 2013 su papel como Asesor de Energía para el gobierno maltés fue objeto de escrutinio de la oposición. Como asesor del gobierno de Malta, fue responsable de la consecución de un acuerdo de compra de gas entre Malta y Catar, así como del inicio grandes inversiones chinas en Malta. La oposición acusó a Nair de tener una estrecha relación personal con el presidente del Gobierno, Joseph Muscat y también lanzó críticas sobre Nair por el hecho de que él no declaró su exclusión del Banco Mundial.
Estas acusaciones llegaron a la prensa opositora del país, y el MP nacionalista Simon Busuttil llegó a pedir la destitución de Nair. El primer ministro de Malta declaró en los medios de comunicación que se negaba a recibir presiones enfocadas a terminar con el contrato de Nair.